# Sigma sd Quattro
Sigma sd Quattro — первый беззеркальный системный фотоаппарат японской компании «Сигма». Оснащён трёхслойной матрицей Foveon X3. Байонет Sigma SA поддерживает более 150 автофокусных объективов марки, которые с 1990-х годов выпускаются для зеркальных фотоаппаратов.
Модель анонсирована 23 февраля 2016 года, продажи начались в июле.

## Спецификации
- Размеры матрицы: 23.5×15.5мм (5,424×3,616 пикселей).
- Поддержка SD Card, в отличие от прошлых камер, поддерживающих Compact Flash.
- Заявлен новый режим сверхвысокой детализации с подавлением шумов, позволяющий составлять HDR изображения из 7 снимков[3]